# Porphyrinia mardina
Porphyrinia mardina là một loài bướm đêm trong họ Noctuidae.